# Habilitatie
Een habilitatie is een wetenschappelijke promotie die in sommige landen (Duitsland, Zwitserland, Oostenrijk, Polen, Tsjechië, Slowakije, Slovenië, Litouwen, Hongarije, Frankrijk en Rusland) na de 'gewone' wetenschappelijke promotie komt. Hierna mag men de (ambts)titel privaatdocent voor de naam voeren, die in Duitstalige landen afgekort wordt met PD indien men aan de universiteit verbonden is en met Dr. habil. indien dit niet meer het geval is. In Polen is de afkorting Dr hab. In Nederland is dit soort tweede promotie er nooit geweest, maar docenten moeten voldoen aan de eisen van de BasisKwalificatie Onderwijs (BKO) (Certificate University Teaching Qualification in Higher Education) als bewijs van voldoende didactische bekwaamheid in het wetenschappelijk onderwijs.
Door te promoveren met een proefschrift toont men aan zelfstandig wetenschappelijk onderzoek te kunnen verrichten; door te habiliteren met een Habilitationschrift gebeurt hetzelfde eigenlijk opnieuw, waarbij ook in de praktijk de geschiktheid wordt beoordeeld om onderwijs te geven. Het is vooral in Duitsland en Polen eigenlijk een soort diploma voor hoogleraar.
Samen met het verzorgen van een openbaar college ten overstaan van een beoordelingscommissie is het nog vrijwel overal in Duitsland een voorwaarde om een hoogleraarspost waardig te zijn. Men verkrijgt de zogeheten venia legendi (Latijn voor verlof om voor te lezen) om onderwijs te geven in een aantal specifiek benoemde vakgebieden. De Technische Universiteit te Braunschweig is een van de eerste Duitse universiteiten die deze eis hebben laten vallen. In Polen moest men een wetenschappelijke verhandeling leveren en een populair-wetenschappelijk college geven over een ander vakgebied dan de eigen specialisatie (Universiteit van Krakau).
In Frankrijk was er tot 1988 een tweede proefschrift, de thèse d'état, nu is er ook een Habilitatie, de zogenaamde Habilitation à diriger des recherches (HDR). Deze garandeert dat de betreffende kandidaat in staat is promotie-onderzoek te begeleiden. In Frankrijk kunnen dan ook uitsluitend gehabiliteerde doctoren de functie van promotor uitoefenen. Het bezit van een H.D.R. is verder een voorwaarde om op een hoogleraarsbaan te kunnen solliciteren. 
In Nederland is de habilitatie niet op deze manier in gebruik, maar is bijvoorbeeld in de geesteswetenschappen door een landelijk erkende kwalificatie (BKO) gegarandeerd. Anders kan iemand in Nederland ook zonder universitair diploma hoogleraar worden, wat vooral gebeurt in praktijkgerichte vakken zoals bouwkunde (architectuur).
In België bestond vroeger de zogenaamde “aggregatie voor het hoger onderwijs”, een vergelijkbaar diploma. Alleen was het daar de facto juridisch overbodig, omdat iemand ook zonder die graad tot hoogleraar benoemd kon worden, wat in de meeste faculteiten vaak gebeurde. Het hoger aggregaat was echter populair in de geneeskunde. Door af te studeren verkreeg een arts de titel (medicinae) doctor zonder proefschrift, en aan wie in wetenschappelijk medisch onderzoek geïnteresseerd was, bood het aggregaat voor het hoger onderwijs een academische graad verkregen op proefschrift, equivalent aan het doctoraat. Door artikel 184 van het Decreet betreffende de universiteiten in de Vlaamse Gemeenschap van 12 juni 1991 werd echter “de graad van geaggregeerde voor het hoger onderwijs, uitgereikt vóór 1 januari 1995, gelijkgesteld met de graad van doctor op proefschrift”. Vanaf 1995 bestaat die graad dus niet meer in Vlaanderen.
In 1898 was de Russisch-Zwitserse filosofe Anna Tumarkin de eerste Europese vrouw die een habilitatie behaalde, waarna ze de eerste vrouw werd die les gaf aan de Universiteit van Bern.
- Gemeinsame Normdatei: 4158652-9